# Hossein Kazemi
Hossein Kazemi est un artiste peintre né à Téhéran en Iran le 26 octobre 1924 et mort à Paris le 4 mai 1996. Il est l'un des protagonistes les plus importants de l'abstraction dans la peinture iranienne du XXe siècle.

## Biographie
Hossein Kazemi est un artiste peintre né à Téhéran en Iran le 26 octobre 1924 et mort à Paris le 4 mai 1996. Il est l'un des protagonistes les plus importants de l'abstraction dans la peinture iranienne du XXe siècle. Il étudie la peinture à l’École d’art (honarestân) de Kamâl al-Molk et obtient son diplôme à la faculté des Beaux-Arts de l'université de Téhéran en 1945. Dans les années 1950, il fait partie de la première vague d'artistes iraniens de l'après-guerre à venir en Europe. En 1953, il s'installe à Paris et entre à l'École des Beaux-Arts qui va orienter sa transition vers un art principalement abstrait. En 1960, il obtient une bourse pour un séjour à Vallauris, au sud de la France, et s’initie à la poterie. Il a pu ainsi participer à plusieurs expositions de céramique en France et en Iran. 
Revenu en Iran en 1959-1960, il fonde à Tabriz la première École d’art des garçons (honarestân-e pesarân) et en devient le directeur. En 1962, il est nommé doyen de l’atelier d’art des garçons de Téhéran et en même temps directeur et professeur à la faculté des arts décoratifs (dâneshkade-ye honar hâ-ye taz’ini) de l’université de Téhéran. Entre 1970 et 1972, il est boursier à la Cité international des Arts de Paris. A son retour, il reprend son enseignement à l’université de Téhéran avant de quitter son pays en 1979 à la suite de la révolution islamique pour venir s’installer de nouveau à Paris. De cette date jusqu’à sa disparition en 1996, il participa à plusieurs manifestations artistiques collectives et donna de nombreuses expositions individuelles.

## Expositions principales
Les principales expositions consacrées à Hossein Kazemi sont : 
- Centre culturel américain (Téhéran, 1946)
- Centre culturel franco-iranien (Téhéran, 1947, 1948)
- Galerie Apadana (Téhéran, 1948, 1950)
- Galerie Roméo et Juliette (Paris, 1953)
- Musée d’Art Moderne (« salle des surindépendants », Paris, 1954, 1955)
- Petit Palais (« les peintres étrangers à Paris », Paris, 1956)
- Galerie Tedesco (Paris, 1958)
- 1ère Biennale internationale d’art de Téhéran (médaille d’or, 1958)
- Galerie Reza Abbassi (Téhéran, 1959)
- Talar-e Farhang (œuvres en céramique et peinture, Téhéran, 1960)
- 2e Biennale internationale d’art de Téhéran (médaille d’or, 1960)
- Ancienne poterie J.B. Chiapello (œuvres en céramique, Vallauris, 1962)
- Biennale de Venise (1964, 1966)
- Centre culturel franco-iranien (Téhéran, 1967, 1968)
- Galerie Cyrus (Paris, 1973)
- Galerie Litho (Téhéran, 1976)
- Galerie Seyhoun (Téhéran, 1977)
- Cité internationale des arts (Paris, 1980-81)
- Galerie Etienne de Causans (Paris, 1983)
- Musée des arts contemporains de Téhéran (exposition : New Look to Nature, 1999)

## Prix
Médaille d'or à la première et deuxième Biennale internationale d'art de Téhéran (1958 et 1960)

## Films
- 1958 : Montparnasse 19 ou Les Amants de Montparnasse, réalisé par Jacques Becker (film sur les dernières années d'Amadeo Modigliani à Paris ; doublure de la main de Modigliani et figurant dans les scènes de bistrot).
- 1976 : Sept jours en Perse, documentaire réalisé par Jean-Marc Leuven, coproduction entre la télévision française (S.F.P.) et la télévision iranienne (N.I.R.T.), 1976-77.